# بولتنهاگن
بولتنهاگن (به آلمانی: Boltenhagen) یک شهر در آلمان است که در نوردوست‌مکلنبورگ واقع شده‌است. بولتنهاگن ۲٬۵۱۴ نفر جمعیت دارد.